# Justina Casagli
Justina Kristina Casagli, född Wässelius 4 oktober 1794 i Stockholm, död 1841 i Parma i Italien, var en svensk skådespelare och operasångare (sopran). Hon anses vara Sveriges första internationella sångerska.

## Biografi
Casagli blev elev vid Dramatens elevskola 1805 och anställdes vid Operan och Dramaten. Hennes utseende, grace och böjliga röst gjorde henne snabbt populär. Hon ”omtalas alltid med värme” och beskrevs som nät och vacker, munter och ”förtrollande livlig” som Cherubin i Figaros bröllop, Papagena i Trollflöjten, Zerlina i Don Giovanni och Lilla Matrosen, och hennes dramatiska aktion som oklanderlig. Hon fick beröm för rollen som Iza i Hermann von Unna av Skjöldebrand mot Gustav Åbergsson, Maria Franck och Charlotta Eriksson säsongen 1817–18. Hon blev associé eller ledamot vid Musikaliska akademien 1817. Hon var liksom sin syster en av två kvinnor som fick fast lön på den kungliga teatrarna: en årslön på 1 000 riksdaler banco samt 400 för en valfri konsert på Riddarhuset eller Operan under april; från 1815 hade hon också rätt till sex månaders studieresa utomlands, även om hon inte använde sig av den rätten.
Hon lämnade Sverige 1818 och reste till Italien, där hon gjorde stor succé och firade triumfer på scenen i Turin 1818 som primadonna i Rossinis Cerentola, i Rom 1823 i Rossinis Donna del Lago, och i Lucca 1827 i Cimarosas Il matrimonio segreto, där hon ”gjorde sig odödlig”, innan hon anställdes i München. Efter makens död 1831 sökte hon arbete vid Operan i Stockholm, men nekades anställning, eftersom hennes plats där övertagits av Henriette Widerberg och man befarade att hennes röst tagit skada. Hon tillbringade sina sista år i Parma i Italien där hon kastade sig ut genom ett fönster under en depression och omkom.
Casagli var dotter till en tapetfabrikör och syster till Jeanette Wässelius. Hon gifte sig 1812 med den italienska dansaren Ludovico Casagli 1760–1831.